# Umar Nurmagomedov
Umar Magomednabievič Nurmagomedov (in russo Умар Магомеднабиевич Нурмагомедов?; Kiziljurt, 3 gennaio 1996) è un lottatore russo di arti marziali miste.
Combatte nella categoria dei pesi gallo per la promozione statunitense UFC, mentre precedentemente ha gareggiato nella Eagle Fighting Championship (EFC) e nella Professional Fighters League (PFL).
È il fratello maggiore del campione Bellator Usman Nurmagomedov e cugino dell'ex campione dei pesi leggeri UFC Khabib Nurmagomedov,